# Castillo de Helliden

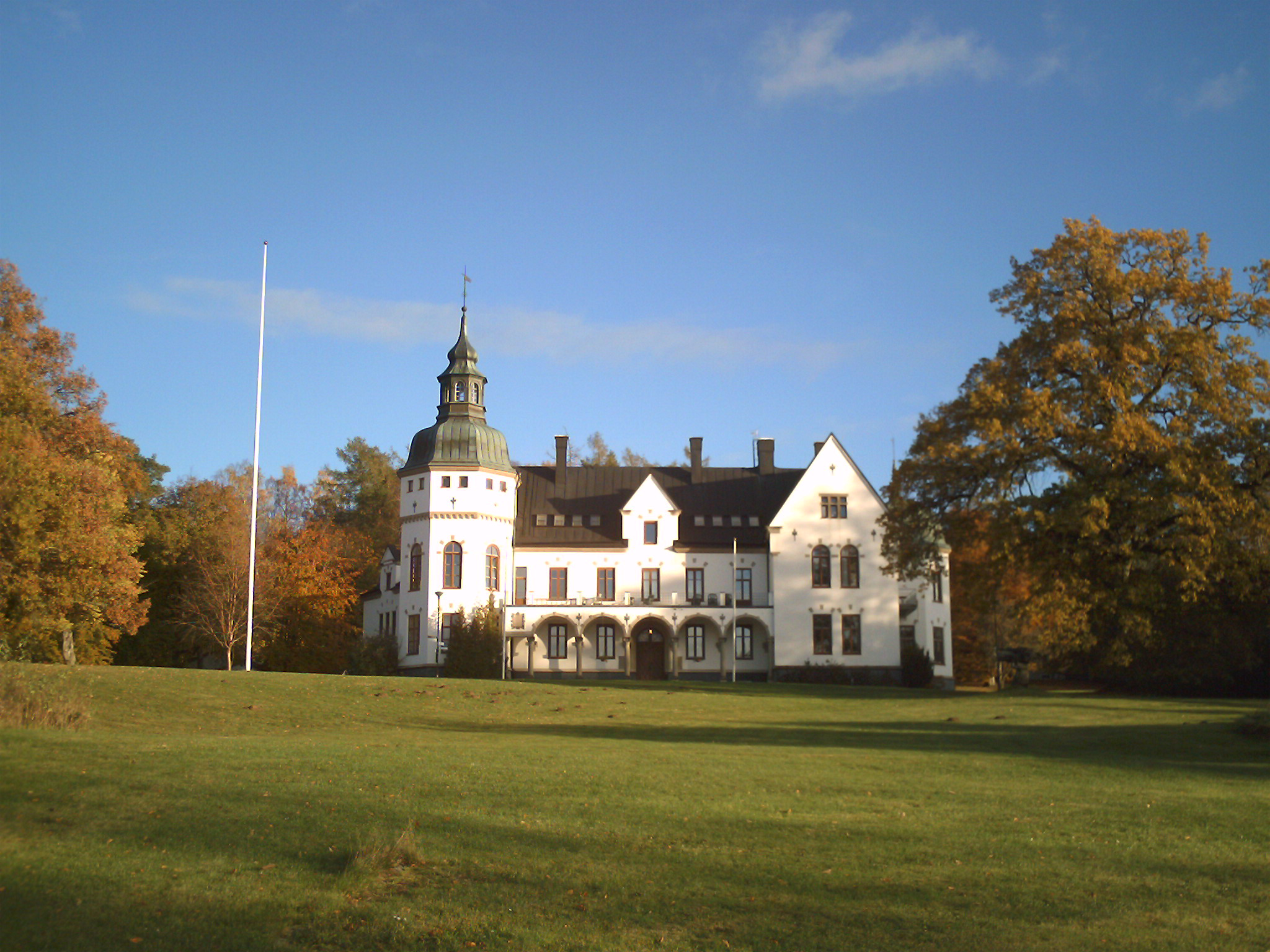
Helliden

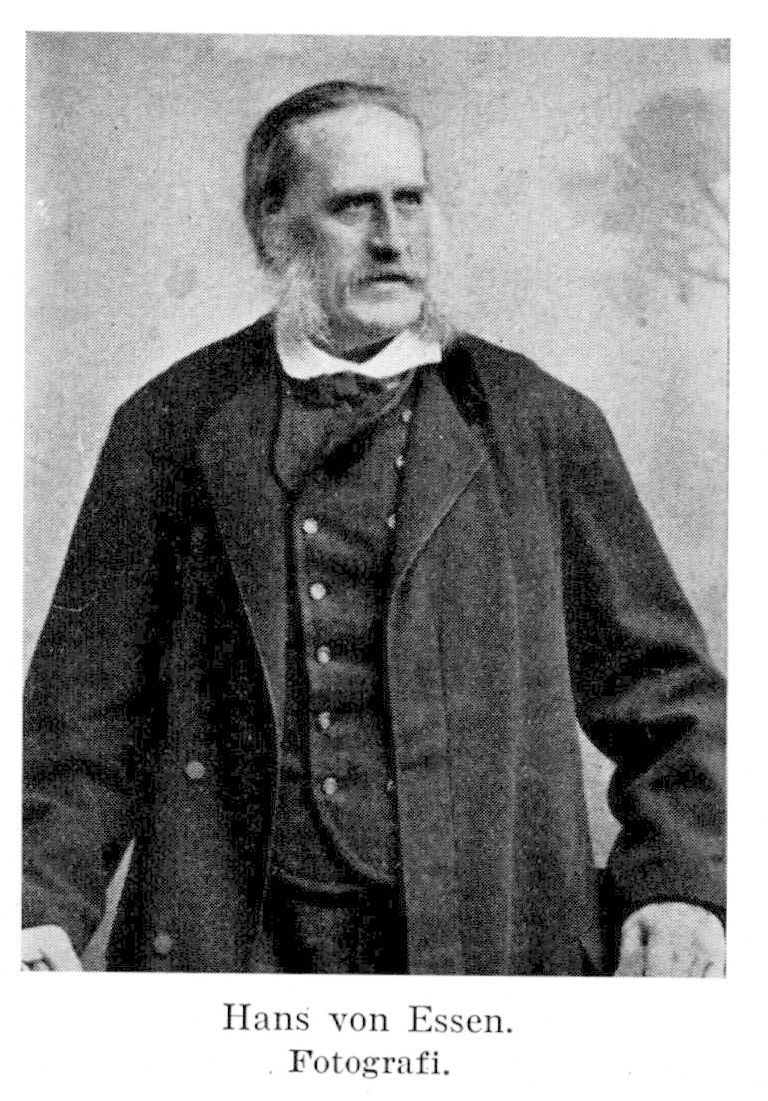

El Castillo de Helliden (Hellidens slott) es una mansión en el municipio de Tidaholm en el condado de Västra Götaland, Suecia. Hoy en día es la sede de la Escuela de Secundaria de Helliden (Hellidens Folkhögskola).

## Historia
Helliden fue construido en 1858 por Hans Henrik von Essen (1820-1894). von Essen era propietario y operador de Tidaholms bruk que operaba la fabricación de vagones e implementos agrícolas. Entre 1856 y 1866, fue Consejero Delegado de la compañía industrial del acero y bosques Hellefors Bruk. En 1868, estuvo involucrado en la formación de Tändsticksfabrik AB Vulcan en Tidaholm.